# Sels de bain
Ne doivent pas être confondus avec les drogues du même nom.

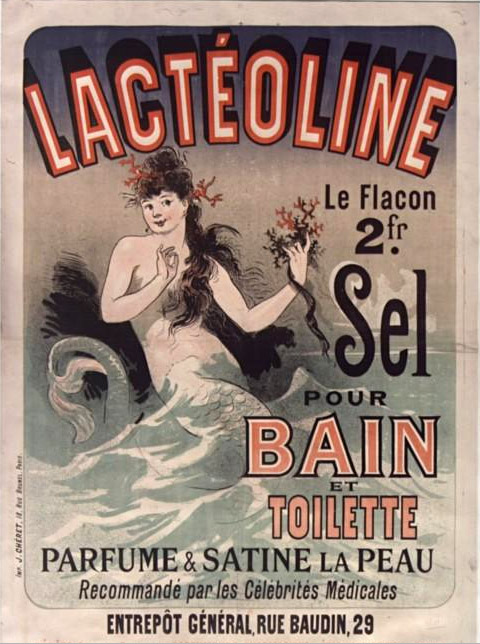
Affiche de 1881 pour un sel de bain (Lactéoline) réputé bon pour la peau selon la publicité, d'après une illustration de Jules Chéret (1836-1932)

Les sels de bain sont un mélange parfumé de sels minéraux ajoutés à l'eau du bain.
Ils sont utilisés pour parfumer ou colorer le bain, ou parfois, selon les publicités qui les accompagnent, adoucir la peau ou l'eau, faire circuler le sang dans le corps, apporter des oligo-éléments, etc.
Certains contiennent des colorants qui peuvent adhérer à la peau en la rendant plus sensible aux irritations et aux maladies...

## Autre sens
On utilise aussi cette expression pour désigner la benzylpipérazine, une drogue de synthèse.